# Warwick Davis
Warwick Davis (Epsom, Surrey, 1970. február 3. –) angol színész. 
Törpenövésű, 107 cm magas. A Star Wars VI. rész – A Jedi visszatér című filmhez négy lábnál (kb. 120 cm) alacsonyabb színészeket kerestek, ekkor kapta meg Wicket, az ewok szerepét. A későbbiekben több folytatásban is feltűnt, változó szerepekben. 1988-ban egy fantasy-kalandfilm, a Willow címszereplője volt. 2001–2011 között a Harry Potter-filmekben Filius Flitwick professzort, illetve egy Ampók nevű koboldot keltett életre.
A Life’s Too Short (2011–2013) című brit szituációs komédiában önmaga fiktív alteregóját alakította.

## Filmográfia

### Film
| Év   | Magyar cím                             | Eredeti cím                                   | Szerep                              | Magyar hang         | Megjegyzések             |
| ---- | -------------------------------------- | --------------------------------------------- | ----------------------------------- | ------------------- | ------------------------ |
| 1982 |                                        | Return of the Ewok                            | önmaga / Wicket W. Warrick          |                     | nem mutatták be          |
| 1983 | Star Wars VI. rész – A Jedi visszatér  | Return of the Jedi                            | Wicket W. Warrick                   | eredeti nyelven     |                          |
| 1984 | A bátrak karavánja                     | Caravan of Courage: An Ewok Adventure         | Wicket W. Warrick                   |                     | Darryl Henriques hangján |
| 1985 | Harc az Endor bolygón                  | Ewoks: The Battle for Endor                   | Wicket W. Warrick                   | Józsa Imre          | Darryl Henriques hangján |
| 1986 | Fantasztikus labirintus                | Labyrinth                                     | manóhadsereg tagja                  |                     |                          |
| 1988 | Willow                                 | Willow                                        | Willow Ufgood                       | Lippai László       |                          |
| 1993 | Gyilkos kobold                         | Leprechaun                                    | Lubdan                              | Makay Sándor        |                          |
| 1993 | Gyilkos kobold                         | Leprechaun                                    | Lubdan                              | Szokol Péter        |                          |
| 1994 | Gyilkos kobold 2.                      | Leprechaun 2                                  | Lubdan                              | Gruber Hugó         |                          |
| 1994 | Gyilkos kobold 2.                      | Leprechaun 2                                  | Lubdan                              | Szokol Péter        |                          |
| 1995 | Gyilkos kobold 3.                      | Leprechaun 3                                  | Szokol Péter                        |                     |                          |
| 1997 | Gyilkos kobold 4.                      | Leprechaun 4: In Space                        | Jakab Csaba                         |                     |                          |
| 1997 | Gyilkos kobold 4.                      | Leprechaun 4: In Space                        | Szokol Péter                        |                     |                          |
| 1997 | Lovagok háborúja                       | Prince Valiant                                | Pechet                              | Kassai Károly       |                          |
| 1998 |                                        | A Very Unlucky Leprechaun                     | Lucky                               |                     |                          |
| 1999 | Star Wars I. rész – Baljós árnyak      | Star Wars: Episode I – The Phantom Menace     | Yoda / Weazel / Wald                |                     |                          |
| 1999 |                                        | The New Adventures of Pinocchio               | törpe / Pepe a tücsök               |                     |                          |
| 1999 |                                        | The White Pony                                | Lucky                               |                     |                          |
| 2000 | A tizedik királyság                    | The 10th Kingdom                              | Makk, a törpe                       |                     |                          |
| 2000 | Gyilkos kobold 5.                      | Leprechaun in the Hood                        | Lubdan                              | Szokol Péter        |                          |
| 2001 | Hófehérke                              | Snow White: The Fairest of Them All           | Szombat                             | Epres Attila        |                          |
| 2001 | Harry Potter és a bölcsek köve         | Harry Potter and the Philosopher's Stone      | Filius Flitwick professzor          | Szokol Péter        |                          |
| 2001 | Harry Potter és a bölcsek köve         | Harry Potter and the Philosopher's Stone      | kobold pénztáros                    | Pethes Csaba        |                          |
| 2001 | Harry Potter és a bölcsek köve         | Harry Potter and the Philosopher's Stone      | Ampók (hangja)                      |                     |                          |
| 2002 | Harry Potter és a Titkok Kamrája       | Harry Potter and the Chamber of Secrets       | Filius Flitwick professzor          | Szokol Péter        |                          |
| 2002 | Al Capone bandája                      | Al's Lads                                     | Leo                                 |                     |                          |
| 2003 | Gyilkos kobold 6.                      | Leprechaun: Back 2 tha Hood                   | Lubdan                              |                     |                          |
| 2004 | Ray                                    | Ray                                           | Oberon                              | Földi Tamás         |                          |
| 2004 | Harry Potter és az azkabani fogoly     | Harry Potter and the Prisoner of Azkaban      | varázsló                            | nem szólal meg      |                          |
| 2004 |                                        | Skinned Deep                                  | Plates                              |                     |                          |
| 2005 | Galaxis útikalauz stopposoknak         | The Hitchhiker's Guide to the Galaxy          | Marvin                              |                     | Alan Rickman hangján     |
| 2005 | Harry Potter és a Tűz Serlege          | Harry Potter and the Goblet of Fire           | Filius Flitwick professzor          | Szokol Péter        |                          |
| 2007 | Harry Potter és a Főnix Rendje         | Harry Potter and the Order of the Phoenix     | Filius Flitwick professzor          | Szokol Péter        |                          |
| 2007 | A birtok                               | Small Town Folk                               | Knackerman                          |                     |                          |
| 2008 |                                        | Agent One-Half                                | One-Half ügynök                     |                     |                          |
| 2008 | Narnia Krónikái: Caspian herceg        | The Chronicles of Narnia: Prince Caspian      | Nikabrik                            | Kálloy Molnár Péter |                          |
| 2009 | Harry Potter és a Félvér Herceg        | Harry Potter and the Half-Blood Prince        | Filius Flitwick professzor          | Szokol Péter        |                          |
| 2009 |                                        | Tell Him Next Year                            | Santa Claus manója                  |                     | rövidfilm                |
| 2010 | Harry Potter és a Halál ereklyéi 1.    | Harry Potter and the Deathly Hallows – Part 1 | Ampók                               | Maday Gábor         |                          |
| 2011 |                                        | Dick and Dom's Funny Business                 | önmaga                              |                     |                          |
| 2011 | Harry Potter és a Halál ereklyéi 2.    | Harry Potter and the Deathly Hallows – Part 2 | Ampók                               | Csuha Lajos         |                          |
| 2011 | Harry Potter és a Halál ereklyéi 2.    | Harry Potter and the Deathly Hallows – Part 2 | Filius Flitwick professzor          | Szokol Péter        |                          |
| 2012 |                                        | Chingari                                      | gengszterfőnök                      |                     |                          |
| 2013 | Az óriásölő                            | Jack the Giant Slayer                         | Old Hamm                            |                     |                          |
| 2013 |                                        | Ashens and the Quest for the GameChild        | önmaga / maszk nélküli Silver Skull |                     |                          |
| 2013 |                                        | Saint Bernard                                 | Othello                             |                     |                          |
| 2014 | Get Santa                              | Get Santa                                     | Sally                               | Szokol Péter        |                          |
| 2015 | Star Wars VII. rész – Az ébredő Erő    | Star Wars: The Force Awakens                  | Wollivan                            |                     |                          |
| 2016 | Zsivány Egyes – Egy Star Wars-történet | Rogue One: A Star Wars Story                  | Weazel                              |                     |                          |
| 2017 | Star Wars VIII. rész – Az utolsó jedik | Star Wars: The Last Jedi                      | Wodibin / Kedpin Shoklop            |                     | törölt jelenet           |
| 2018 | Solo: Egy Star Wars-történet           | Solo: A Star Wars Story                       | Weazel / DD-BD / W1-EG5 / WG-22     | Szokol Péter        |                          |
| 2019 | Demóna: A sötétség úrnője              | Maleficent: Mistress of Evil                  | Talpnyalász                         | Szokol Péter        |                          |
| 2019 |                                        | Horrible Histories: The Movie – Rotten Romans | gladiátorok edzője                  |                     |                          |
| 2019 | Star Wars IX. rész – Skywalker kora    | Star Wars: The Rise of Skywalker              | Wicket W. Warrick / Wizzich Mozzer  |                     |                          |